# Pygeretmus shitkovi
Pygeretmus shitkovi is een zoogdier uit de familie van de jerboa's (Dipodidae). De wetenschappelijke naam van de soort werd voor het eerst geldig gepubliceerd door Vinogradov in 1937.

## Voorkomen
De soort komt voor in Kazachstan.